# Lode Aerts
Lodewijk (Lode) Aerts (Geraardsbergen, 2 oktober 1959) is een Belgisch rooms-katholiek geestelijke. Hij werd op 5 oktober 2016 benoemd tot 27ste bisschop van Brugge en werd op 4 december 2016 gewijd en geïnstalleerd.

## Biografie
Toen Lode Aerts tien was verhuisde het gezin met zijn zes kinderen naar Maldegem. Hij volgde middelbaar onderwijs aan het college in Eeklo en vatte in 1977 de studie filosofie aan het seminarie van Gent aan. Hij behaalde het diploma van bachelor in de filosofie en de letteren aan de Katholieke Universiteit Leuven in 1980 en studeerde theologie aan het seminarie van Gent. Hij werd op 7 juli 1984 tot priester gewijd en promoveerde in 1988 tot doctor in de Bijbelwetenschappen aan de Pauselijke Universiteit Gregoriana.
Van 1988 tot 1992 was Lode Aerts professor filosofie aan het seminarie van Gent. Van 1992 tot 2002 doceerde hij als professor dogmatische theologie en was hij geestelijk directeur van het seminarie van Gent. In dezelfde periode was hij eveneens bisschoppelijk vicaris voor de jongerenpastoraal en van 2002 tot 2016 was hij bisschoppelijk vicaris voor de kerkelijke roepingen, opleiding en vorming. Sinds 2002 is Aerts aangesteld als titulair kanunnik van het Sint-Baafskapittel van het bisdom Gent. Op 15 augustus 2016 werd hij benoemd tot deken van Gent na de interne reorganisatie van de dekenaten in het Gentse bisdom.

## Bisschop van Brugge
Op 5 oktober 2016 maakte het Vaticaan bekend dat Lode Aerts, vicaris-generaal in het bisdom Gent, benoemd werd tot bisschop van Brugge. Op 4 december werd hij in de Sint-Salvatorskathedraal gewijd, waarna hij het effectieve bestuur van het bisdom op zich nam. Hij volgde bisschop Jozef De Kesel op, die in december 2015 aartsbisschop van Mechelen-Brussel werd.

### Wapenschild en bisschopsleuze
Het wapenschild en de bisschopsleuze van Mgr. Aerts zijn een verwijzing naar lezing 43, 4 van de profeet Jesaja: pretiosus in oculis suis, wat betekent: 'kostbaar in zijn ogen'. In zijn wapenschild draagt Mgr. Lode Aerts een ring, parel en een bron.

### Beleidsploeg
De diocesane curie bestaat uit tien 'bisschoppelijk gedelegeerden' (waaronder de kanselier) en het Sint-Salvatorskapittel. Anno 2023 zetelen drie kanunniken, een zuster, drie vrouwelijke en drie mannelijke leken in de centrale beleidsploeg.

## Publicaties
- Gottesherrschaft als Gleichnis? Eine Untersuchung zur Auslegung der Gleichnisse Jesu nach Eberhard Jüngel, Frankfurt am Main, 1990.
- (samen met Marc Steen) Iedere grens voorbij: visies over God, Altiora, Averbode, 1999.
- (samen met Marc Steen) Met een naam en een gezicht. Christelijke visies op God, Altiora, Averbode, 2002.
- Nieuwkomers bij de bron. Als de Kerk naar jongeren luistert, Antwerpen, Halewijn, 2003.
- Quand l’Eglise écoute les jeunes (Pédagogie pastorale, 1). Traduction coordonnée du néerlandais par Jean-Luc Blanpain, Bruxelles, Lumen Vitae, 2004.
- (samen met Luc Van Looy) BinnensteBuiten. Pleidooi voor een aansprekende Kerk, Halewijn, Antwerpen, 2009.
- Drinken aan de bron. De smaak van het christelijk geloof, Uitgeverij Halewijn, ISBN 978-90-8528-246-4, 2012.